# Axostilo

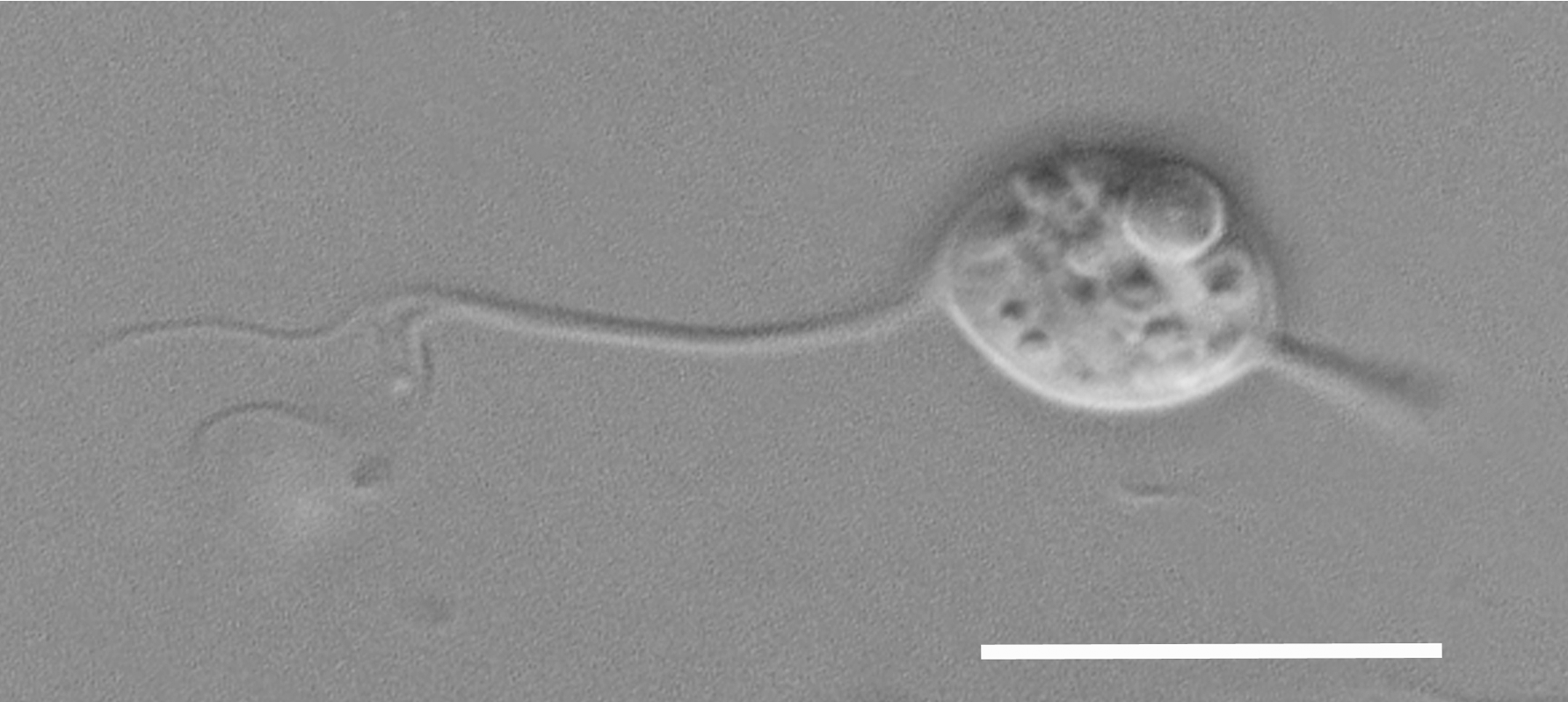
Axostilo en dirección posterior

Un axostilo es un conjunto de microtúbulos que se encuentra en varias clase de protozoos del filo Trichomonadida como por ejemplo "Trichomonas vaginalis". El axostilo emerge desde la base de los flagelos, a veces proyectándose incluso más allá de los límites celulares, poseyendo con frecuencia una capacidad contráctil o flexible, que a veces se involucra con el movimiento de la célula. Los axostilos se dan en dos grupos, Oxymonadida y Parabasalia; en ambos grupos difieren estructuralmente y no resultan homólogos.